# Soul Kiss
Soul Kiss — двенадцатый студийный альбом австралийской певицы Оливии Ньютон-Джон, выпущенный 25 октября 1985 года на лейблах Mercury Records в Великобритании и Европе и MCA Records в Северной Америке.  Альбом был спродюсирован давним коллегой Джоном Фарраром, который также был соавтором четырёх треков; обложка включает фотографию Ньютон-Джон, сделанную Хельмутом Ньютоном и Хербом Ритцом.

## Список композиций
| №                   | Название                                              | Автор(ы)                           | Длительность |
| ------------------- | ----------------------------------------------------- | ---------------------------------- | ------------ |
| 1.                  | «Toughen Up»                                          | Грэм Лайл, Терри Бриттен           | 3:51         |
| 2.                  | «Soul Kiss»                                           | Марк Голденберг                    | 4:32         |
| 3.                  | «Queen of the Publication»                            | Джон Фаррар, Стив Кипнер, Том Сноу | 3:55         |
| 4.                  | «Emotional Tangle»                                    | Джон Фаррар, Билли Торп            | 4:05         |
| 5.                  | «Culture Shock»                                       | Стив Кипнер, Пол Блисс             | 3:52         |
| 6.                  | «Moth to a Flame»                                     | Стив Кипнер, Пол Блисс             | 3:46         |
| 7.                  | «Overnight Observation»                               | Джон Фаррар, Том Сноу              | 4:27         |
| 8.                  | «You Were Great, How Was I?» (дуэт с Карлом Уилсоном) | Джон Фаррар, Том Сноу              | 3:46         |
| 9.                  | «Driving Music»                                       | Стив Кипнер, Томми Эммануэль       | 3:41         |
| 10.                 | «The Right Moment»                                    | Джерри Рафферти                    | 3:44         |
| Общая длительность: | Общая длительность:                                   | Общая длительность:                | 39:39        |

## Чарты
| Чарт (1985–1986)                 | Высшая позиция |
| -------------------------------- | -------------- |
| Австралия (Kent Music Report)    | 11             |
| Великобритания (UK Albums Chart) | 100            |
| Германия (Offizielle Top 100)    | 54             |
| Европа (Music & Media)           | 46             |
| Канада (RPM Top Albums/CDs)      | 36             |
| Нидерланды (Album Top 100)       | 36             |
| Новая Зеландия (RMNZ)            | 43             |
| США (Billboard 200)              | 29             |
| Швеция (Sverigetopplistan)       | 46             |
| Япония (Oricon)                  | 5              |

## Сертификации и продажи
| Регион                                                      | Сертификация | Продажи  |
| ----------------------------------------------------------- | ------------ | -------- |
| Канада (Music Canada)                                       | Золотой      | 50 000^  |
| США (RIAA)                                                  | Золотой      | 500 000^ |
| Япония                                                      | —            | 67 090   |
| ^ Данные о тиражах приведены только на основе сертификации. |              |          |